# برنو

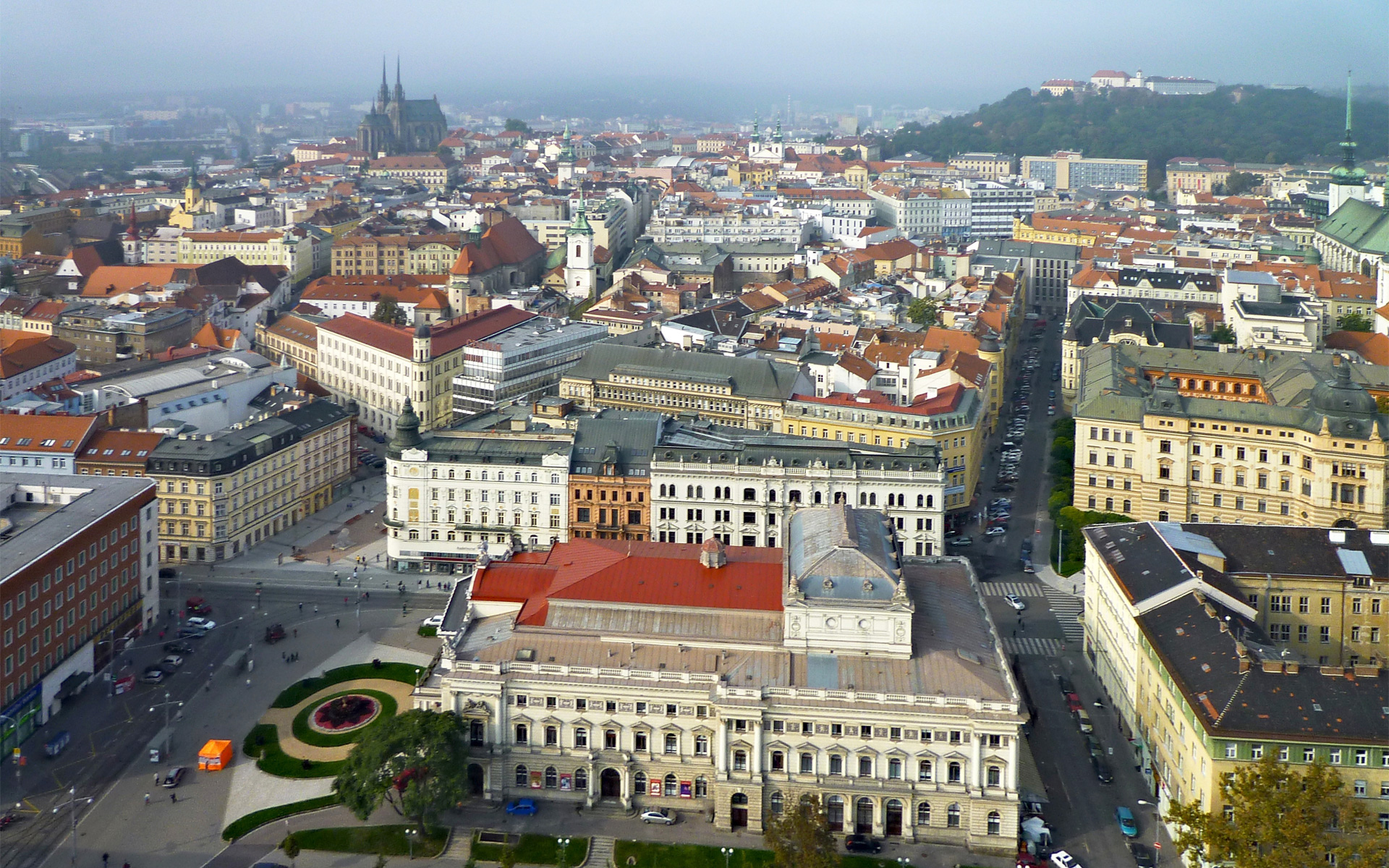
مدينة برنو

برنو(Brno بالتشيكية  و Brünn بالألمانية) ثاني مدن التشيك من حيث عدد السكان بعد براغ. تقع عند التقاء نهري سفراتكا وسفيتافا في الجزء الجنوبي الشرقي من البلاد. تعد العاصمة السياسية والثقافية لمحافظة مورافيا الجنوبية وإقليم مورافيا ككل.
يقدر عدد السكان المدينة الإدارية حوالي نصف مليون نسمة، أما عدد سكان المدينة مع ضواحيها فيعادل 800.000 نسمة. تعتبر مدينة برنو المركز القضائي الأول في الجمهورية التشيكية ، فنجد فيها المحكمة الدستورية والمحكمة العليا والمحكمة الإدارية العليا والنيابة العامة العليا وغيرها من المحاكم. كذلك تعتبر برنو مركزاً إدارياً هاماً (بعد براغ) لوجود عدد من الدوائر الحكومية الهامة فيها، كدائرة حماية التنافس التجاري ودائرة حماية حقوق الإنسان ودائرة جودة الأطعمة والمنتوجات الزراعية. بعد ترك النظام الاشتراكي ومنذ اتباع التشيك النظام الرأسمالي سنة 1989 شهدت برنو عدداً كبيراً من الإصلاحات والترميمات التي غيّرت وجه المدينة تماماً، وتشهد منذ ذلك الوقت ازدهاراً واضحاً.
من أهم صفات برنو أنها ذات طابع جامعي علمي، ففيها 33 كلية موزعة بين 13 جامعة. عدد طلاب جامعات المدينة أكثر من 90.000 طالب. أشهر من أنجبتهم برنو هو العالم جريجور مندل مؤسس علم الوراثة الحديث.
تشتهر برنو بمدينة المعارض العريقة. و ينظم فيها إحدى سباقات الدراجات النارية العالمي الجراند بري (موتو جي بي).

## تاريخ
تم تأسيس المدينة عام 1243 م. كانت المدينة تستخدم كثغر لحماية المنطقة حتى منتصف القرن التاسع عشر. في القرن السادس عشر صمدت حصون المدينة أمام الجيش السويدي ذي الثماني عشرة ألف جندي بقيادة الجنرال تورستينسن، والذي أراد استعمال المدينة قاعدة عسكرية للهجوم على فيينا، وبعد حصار طويل قتل فيه 8000 جندي سويدي لم يتمكن هذا الجيش من احتلال المدينة وعاد أدراجه خائباً. وبعد قرن من ذلك الوقت حاصرت جيوش بروسيا (ألمانيا السابقة) المدينة، وفشلت أيضاً بكسر حصون برنو. بعدها حولت حصون وقلاع المنطقة إلى مبان على الطراز الفييني (نسبة إلى فيينا). وفي عام 1763 بدأت الثورة الصناعية في المدينة، وكانت صناعة النسيج هي أولى الصناعات التي أدخلت إليها.
بعد الثورة الصناعية، أصبحت المدينة مركزا صناعيا في منطقة مورافيا ولقّبت بمانشستر التشيك.
أقام القائد العسكري الفرنسي نابليون بونابرت في عام 1805 في المدينة تحضيراً لمعركة أوسترليتز الشهيرة ضد قوات التحالف الروسية والنمساوية.
افتتح خط السكة الحديدية بين برنو وفيينا عام 1839. وفي عام 1846 أنيرت شوارع المدينة بمصابيح غازية. أسست جامعة برنو للتكنولوجيا عام 1899 ومنذ العام 1995 تشرف الجامعة على الحديقة التكنولوجية التشيكية. في عام 1918 أسست جامعة برنو للصيدلة والطب البيطري. جامعة ماساريك الواقعة في ضواحي برنو تعد ثاني أكبر جامعة في البلاد وأسست عام 1919 م.
اجتاحت جيوش ألمانيا النازية المدينة في 15 مارس عام 1939. حيث أغلقت جامعات المدينة وأسر كادرها العلمي وطلابها الذين اقتيدوا كأسرى إلى المعسكرات. وقد أغارت قوى التحالف وقتها على المدينة بعدة غارات جوية. وفي نهاية الحرب العالمية الثانية حرر الجيش الأحمر برنو من النازيين يوم 26 إبريل عام 1945.
دارة تانجندات التي صممها المعماري الألماني ميس فان در روهه عام وفرغ من بنائها عام 1930 تعد معلما سياحيا هاما وصرحا من صروح الفن المعماري الحديث. اختيرت الدارة من قبل اليونسكو كموقع تراث ثقافي عالمي.
بني مطار برنو الدولي في الخمسينيات من القرن العشرين.

## ثقافة
المسارح
يعد المسرح الوطني في برنو أكبر مسرح في المدينة، وهناك ما لا يقل عن عشر مسارح كبيرة ومتوسطة أخرى.
مكتبات
تعتبر المكتبة المورافية المركزية أكبر مكتبة في المدينة وثاني أكبر مكتبة في تشيكيا ، حيث تحتوي على أكثر من أربعة ملايين مرجع. وهناك مكتبة ماهين بفروعها المتعددة في أطراف المدينة والعديد من المكتبات الأخرى.
دور السينما
تحتوي المدينة على اثنين من مجمعات السينما الحديثة (الملتي بلكس) هما بالاس سينماز أولمبيا (14 صالة سينما) وبالاس سينماز فلكي شبالتشيك (7 صالات سينما) وعدد من دور السينما ذات الصالة الواحدة.